# Rhionaeschna vazquezae
Rhionaeschna vazquezae är en trollsländeart som först beskrevs av González Soriano 1986.  Rhionaeschna vazquezae ingår i släktet Rhionaeschna och familjen mosaiktrollsländor. IUCN kategoriserar arten globalt som otillräckligt studerad. Inga underarter finns listade i Catalogue of Life.